# Aladin (Atterberg)
Aladin is een opera  van Kurt Atterberg. Het is een avondvullende sprookjesopera in drie acten gebaseerd op Aladin en de wonderlamp uit Duizend-en-één-nacht. Het libretto werd geleverd door Bruno Hardt-Warden en Ignaz Michael Welleminsky. De vrijwel onbekende opera kreeg haar eerste voorstelling op 18 maart 1941 in het Koninklijk Theater te Stockholm. De opera is daarna in de vergetelheid geraakt. Er zijn twee versies, een in het Zweeds en een in het Duits.
Rolverdeling:
- Aladin (tenor)
- Nazzredin, Sultan van Samarkand (bas)
- Prinses Laila (sopraan)
- Minister Muluk (bariton)
- Balab en Dorim, twee vrienden van de minister (2 baritons of 1 bariton en 1 tenor)
- Blinde bedelaar en geest uit de lamp (bas)
- Twee moslims (2 baritons)
- Hasjverkoper (bariton)
- Tapijtverkoper, juwelier en runners (spreekstemmen)
- Gemengd koor en ballet

Het geheel wordt ondersteund door een symfonieorkest in de volgende samenstelling: 
- 2 dwarsfluiten (II ook piccolo), 2 hobo’s (II ook althobo), 2 klarinetten (I ook esklarinet, II ook basklarinet), 2 fagotten
- 4 hoorns, 3 trompetten, 3 trombones, 1 tuba
- pauken, Oosterse pauken, 2 triangels, tamboerijn, kleine trom, grote trom, bekkens, en tamtam, 1  harpen, piano, celesta
- violen, altviolen, celli, contrabassen

Er zijn geen plaatopnamen van deze opera. 